# Radek Šírl
Radek Šírl (* 20. března 1981 v Rudné u Prahy) je bývalý český fotbalový obránce či záložník, který naposledy nastupoval v dresu Bohemians Praha 1905. Mimo Česko působil na klubové úrovni v Rusku v Zenitu Petrohrad, s nímž vyhrál mj. Pohár UEFA 2007/08 a Superpohár UEFA 2008.

## Klubová kariéra
Svoji fotbalovou kariéru začal v TJ Rudná, odkud v průběhu mládeže přestoupil nejprve do Admira/Slavoj Praha a poté do FC Bohemians Praha. V roce 2000 podepsal smlouvu s AFK Semice, odkud odešel do Bohemians Praha 1905. V létě 2001 podepsal kontrakt s AC Sparta Praha. Obratem byl poslán na hostování do Bohemky.
V prosinci 2002 podepsal smlouvu s ruským klubem Zenit Petrohrad, který se pro hráče stal prvním zahraničním angažmá. V ročníku 2007/08 získal s mužstvem Poháru UEFA, když Zenit ve finále porazil skotský klub Glasgow Rangers 2:0. V témže roce své úspěchy rozšířil, když vyhrál se svým týmem Zenitem Petrohrad Superpohár UEFA nad vítězem Ligy mistrů Manchesterem United 2:1.
V září 2010 zamířil do FK Mladá Boleslav. V létě 2012 přestoupil do FC Viktoria Plzeň, odkud odešel hostovat zpět do Mladé Boleslavi, kde odehrál 12 zápasů (branku nevstřelil). Pro následující sezónu 2013/14 šel hostovat do týmu nováčka Gambrinus ligy Bohemians Praha 1905. V létě 2014 do klubu přestoupil.
V prosinci 2015 mu vypršela smlouva, poté oznámil konec hráčské kariéry. Vedení Bohemians 1905 oznámilo, že s ním počítá na některé pozici ve svých strukturách.
Na jaře 2016 šel na půlroční hostování do klubu FK Zbuzany 1953 hrajícího středočeskou 1.A třídu. Po dvou postupech až do divize se rozhodl před sezónou 2017/18 přestoupit do Sokola Nespeky hrající středočeský krajský přebor. Dne 28. 10. 2017 inzultoval rozhodčího v zápase proti SK Vysoké Mýto a dostal zákaz činnosti na 2 roky.

## Reprezentační kariéra
Zúčastnil se Mistrovství světa ve fotbale hráčů do 20 let 2001 v Argentině, kde ČR prohrála ve čtvrtfinále 0:1 s Paraguayí.
V A-mužstvu ČR debutoval 15. listopadu 2006 v přátelském utkání v Praze proti reprezentaci Dánska (remíza 1:1).
Zranění ho připravilo o účast na Mistrovství Evropy 2008 v Rakousku a Švýcarsku. Celkem odehrál v letech 2006–2009 za český národní tým 8 zápasů, gól nevstřelil.
Zápasy Radka Šírla v A-mužstvu České republiky
| Rok    | Zápasy | Góly |
| ------ | ------ | ---- |
| 2006   | 1      | 0    |
| 2007   | 0      | 0    |
| 2008   | 5      | 0    |
| 2009   | 2      | 0    |
| Celkem | 8      | 0    |